# 范维谦
范维谦（1908年4月24日—1974年12月2日），越南共和国作家、学者和驻法国大使。他是作曲家范维的哥哥。

## 生平
范维谦出生于法属印度支那的河内，他在1929年前往法国图卢兹大学留学，由此结识了如利奥波德·塞达尔·桑戈尔、乔治·蓬皮杜等许多重要友人。他于1942年以“金南”的笔名出版了他的自传体小说《Nam et Sylvie》，并获得了法兰西学院的路易·巴尔都奖；他还于1957年在图卢兹大学获得了文学博士学位。
他于1954年至1957年期间接受了越南共和国总统吴廷琰的邀请担任国务部长一职，后于1955年转任越南驻法国全权大使；1957年，他被任命为越南常驻联合国教科文组织代表，但由于同政府意见不合，他随后辞去了职务。
1974年12月2日，他在法国蒙特勒伊勒亨利的家中自杀；他曾在年轻的时候说过：“一个人必须要证明他在这个地球上的存在是正当的。”